# Закарія Ель-Гашимі
Закарія Ель-Гашимі (араб. زكرياء الهاشمي, нар. 4 серпня 1987) — марокканський футболіст, захисник клубу «Відад» (Касабланка).

## Ігрова кар'єра
Розпочав грати у футбол в клубі «Уніон де Мохаммедіа», з якого незабаром перейшов у столичну «Раджу». Відіграв за клуб з Касабланки наступні п'ять сезонів своєї ігрової кар'єри, ставши чемпіоном країни у сезоні 2011/12.
До складу клубу «Відад» (Касабланка) приєднався влітку 2017 року, а вже в листопаді виграв з командою Лігу чемпіонів КАФ.

## Збірна
У січні 2014 року у складі внутрішньої збірної Марокко взяв участь у Чемпіонаті африканських націй, ставши чвертьфіналістом. Того ж року провів кілька товариських матчів і за національну збірну.

## Досягнення
- Чемпіон Марокко (1): 2011/12
- Переможець Ліги чемпіонів КАФ: 2017
- Переможець Чемпіонату африканських націй: 2018